# Attentat de Saint-Jean-sur-Richelieu de 2014
L'attentat de Saint-Jean-sur-Richelieu de 2014 est une attaque qualifiée de terroriste qui est survenue le 20 octobre 2014 dans un terrain de stationnement de Saint-Jean-sur-Richelieu, à une quarantaine de kilomètres au sud de Montréal, au cours de laquelle deux militaires, membres des Forces armées canadiennes, ont été happés par une voiture. L'un des soldats est mort des suites de ses blessures, alors que l'autre militaire a survécu à l'attaque. 
L'auteur de l'attaque, Martin Couture-Rouleau, un homme de 25 ans rallié aux thèses de l'islamisme radical, a été tué quelques minutes plus tard au terme d'une poursuite policière. L'attentat est la « première attaque terroriste inspirée par l’islamisme radical au Canada ». Elle est suivie, deux jours plus tard, par une fusillade au Parlement du Canada à Ottawa.

## Attaque et poursuite
L'attaque survient le 20 octobre 2014 à 11 h 33 dans le stationnement d'un édifice commercial de deux étages, situé au 320, boulevard du Séminaire Nord, à Saint-Jean-sur-Richelieu. L'édifice abrite différents bureaux gouvernementaux, dont une antenne du Centre intégré de soutien du personnel des Forces canadiennes et du ministère des Anciens Combattants. L'adjudant Patrice Vincent, du 438e Escadron tactique d'hélicoptères, est vêtu de son uniforme et accompagné de deux autres soldats: un homme en tenue civile et une femme en uniforme. 
Assis dans une voiture garée dans le stationnement depuis au moins 9 h 15, Martin Couture-Rouleau surveille les allées et venues aux abords du bâtiment. Il n'a pas d'arme à feu, mais trois couteaux, « dont un énorme poignard au manche sculpté et à la lame dentelée et finement ciselée comme les couteaux japonais ». Apercevant les trois militaires qui se dirigent tranquillement vers l'entrée de l'édifice, il démarre son moteur, appuie sur l'accélérateur et fonce sur les trois piétons. Deux militaires sont happés par la voiture. Couture-Rouleau prend la fuite à bord de son véhicule,,. Il est immédiatement pris en chasse par un patrouilleur du Service de police de Saint-Jean-sur-Richelieu qui a vu la scène. 
Il s'engage d'abord dans un quartier résidentiel, situé près d'une école, ce qui force les policiers à la prudence, puis revient sur le boulevard en direction sud, vers la frontière des États-Unis à 35 km de là. La poursuite policière reprend alors. 
Pendant sa fuite, Couture-Rouleau utilise son téléphone cellulaire pour appeler le service d'urgence 911 et revendiquer l'attaque du stationnement. Il ajoute d'un ton calme qu'il s'agit d'un « avertissement » au Canada, qui s'est joint à d'autres pays occidentaux pour combattre l'État islamique. Le répartiteur lui propose de se rendre, mais Couture-Rouleau annonce qu'il veut abattre un autre soldat. Contrairement à ce que plusieurs médias ont affirmé au lendemain de l'attentat, le fuyard n'a pas revendiqué son geste au nom d'Allah.
La poursuite prend fin à 11 h 41 près de l'intersection du boulevard du Séminaire et de la rue Schubert, où il est attendu par des policiers qui ont érigé un barrage routier et déployé un tapis à clous. Selon des témoins, le véhicule aurait effectué plusieurs tonneaux avant de s'immobiliser sur le toit, au fond d'un fossé. Couture-Rouleau réussit à s'extirper du véhicule, puis se dirige en direction d'une policière en brandissant un « long couteau ». Il est abattu par quatre agents qui ouvrent le feu et qui l'atteignent de treize balles, dont deux dans la tête.

### Influences
L'attentat de Saint-Jean-sur-Richelieu survient un mois après un appel médiatisé d'Abou Mohammed al-Adnani, le porte-parole du groupe État islamique (ÉI), dans lequel il demande à ses partisans de s'en prendre aux citoyens civils et militaires des pays prenant part à la Coalition internationale en Irak et en Syrie, en particulier les ressortissants australiens, français, canadiens et américains, qu'ils soient civils ou militaires,. 
Le message, traduit dans plusieurs langues, dont le français, l'anglais et l'hébreu, appelle les partisans qui ne sont pas armés à utiliser d'autres moyens pour parvenir à leurs fins. « Frappez sa tête avec une pierre, égorgez-le avec un couteau, écrasez-le avec votre voiture, jetez-le d'un lieu en hauteur, étranglez-le ou empoisonnez-le », indique-t-on.
Dans une analyse sur l'étendue de l'implication de l'ÉI dans des attentats survenus dans les pays occidentaux entre 2011 et 2015, les chercheurs norvégiens Thomas Hegghammer et Petter Nesser estiment que l'attaque de Saint-Jean-sur-Richelieu entre dans une catégorie d'actes commis par des sympathisants sans liens formels avec l'organisation terroriste. Selon l'étude, la grande majorité (22 sur 30) des complots et attentats attribués ont un lien faible avec l'ÉI. Les auteurs notent par contre que 21 complots ou attentats sont survenus dans une période de 10 mois qui a suivi l'appel d'al-Adnani.
Dans leur ouvrage Djihad.ca, qui traite de l'évolution de la radicalisation au Canada et de la menace terroriste intérieure, les journalistes québécois Fabrice de Pierrebourg et Vincent Larouche  évoquent l'hypothèse que le geste de Couture-Rouleau ait été inspiré par le meurtre du fusilier Lee Rigby, survenu à Woolwich, dans le sud-est de Londres en mai 2013. Deux convertis djihadistes d'origine nigériane avaient d'abord utilisé une automobile pour happer le soldat en uniforme qui marchait près d'une caserne, avant de l'achever avec un long couteau et un hachoir à viande devant des dizaines de témoins,.

## Les victimes
L'adjudant Patrice Vincent (19 juillet 1961 - 20 octobre 2014) est un militaire canadien. Au moment de son décès, il était assigné au  438e Escadron tactique d'hélicoptères (Wildcats) et membre de l’Unité interarmées de soutien du personnel au Centre intégré de soutien du personnel de St-Jean.
Enrôlé dans les Forces canadiennes en mai 1986 comme sapeur de combat, Vincent est d'abord déployé au sein du 5e Régiment du génie de combat et au Centre d'instruction de la 2e Division du Canada à la base de Valcartier, près de Québec. Il devient pompier militaire en 1990 et effectue des rotations avec plusieurs unités de l'aviation à Comox en Colombie-Britannique; à Edmonton en Alberta, à Trenton et North Bay en Ontario, où il est le chef des pompiers de la base. Il a également été déployé à bord du destroyer NCSM Algonquin et des frégates NCSM Calgary, NCSM Winnipeg, NCSM Ottawa et NCSM St. John's,.
Décrit comme un homme discret, l'adjudant Vincent est apprécié par ses collègues et ses proches qui se remémorent un bon vivant et « un passionné de l'armée, un gars qui aimait son métier ». Il prévoyait prendre sa retraite en mai 2015 pour partager son temps entre les voyages et l'ébénisterie.
Promu au grade d'adjudant en 2012, il est muté au quartier général de la 2e Division du Canada à Montréal. En 2013, il subit une « opération majeure à cœur ouvert ». Dans le cadre de sa nouvelle affectation au sein des Wildcats, l'adjudant Vincent consacre une partie de son temps au soutien d'autres militaires aux prises avec des blessures physiques et psychologiques. 
Le matin de l'attaque, il accompagnait un caporal, vétéran de la guerre en Afghanistan, qui se rendait au bureau du Centre intégré de soutien du personnel en préparation de sa retraite. Blessé lors de l'attaque, ce second militaire, dont l'identité n'a pas été révélée, mettra du temps à se remettre du choc subi le 20 octobre. La troisième militaire présente lors de l'attaque refusera toute rencontre avec les journalistes, de peur de rouvrir cet épisode de sa vie.

## L'auteur
Originaire de Saint-Jean-sur-Richelieu, Martin Couture-Rouleau est décrit par des jeunes qui l'ont fréquenté au secondaire comme un garçon « bien correct » et « loin d’être renfermé ». En 2006 et en 2009, il est arrêté pour des affaires de conduite avec les facultés affaiblies,. Père d'un jeune garçon, né au printemps 2011, il se sépare de sa conjointe peu après et obtient la garde partagée de l'enfant. Au début de 2012, il fonde, avec deux partenaires, une entreprise de lavage à pression, qui connaît des difficultés en raison du défaut de paiement d'un gros client. L'entreprise fait faillite l'année suivante, un coup dur à encaisser pour le jeune homme. « Il a pris une débarque, car il avait tout misé là-dessus. Je pense qu'il a été affecté grandement. Il a tout perdu », a soutenu un de ses anciens associés d'affaires au lendemain de l'attentat.
Dans la foulée de ses déboires professionnels et personnels, Couture-Rouleau se convertit à l'islam. Puis, il s'intéresse à des forums Internet consacrés à la dawa, une forme de prosélytisme religieux à l'intention des non-musulmans. Sous le pseudonyme d'« Ahmad le Converti » et « Amhad Rouleau », il ouvre des comptes sur Facebook et Twitter , où il relaie des sourates du Coran, des textes de plus en plus radicaux et de l'imagerie associée au djihadisme. En ligne, il se lie d'amitié avec un jeune Pakistanais, à qui il s'est confié de ses déboires. Le Québécois formule le plan d'aller rejoindre son ami à Karachi pour subir la circoncision rituelle, le khatna. À ce moment-là, affirme son correspondant, il n'a aucune intention de mener le djihad. Une affirmation remise en doute par de Pierrebourg et Larouche, qui affiment que Couture-Rouleau avait une autre idée en tête : celle de rejoindre le groupe Tehrik-e-Taliban Pakistan (TTP), une mouvance talibane réputée terroriste dont il suit les activités sur Internet.
Il se procure un billet d'avion Montréal-Washington-Dubaï-Karachi, mais une tempête de neige aux États-Unis annule le premier segment de son vol, ce qui rend son voyage impossible. Dépité, il rentre à Saint-Jean-sur-Richelieu où il reprend ses activités quotidiennes. Il poursuit ses activités en ligne et commence à fréquenter assidûment la mosquée locale, hébergée « dans un modeste bâtiment commercial », où il se rend jusqu'à 5 fois par jour. Certains vendredis, la mosquée accueille souvent Hamza Chaoui, un prédicateur « rigoriste », qualifié quelques mois plus tard d'« agent de radicalisation » par le maire de Montréal, Denis Coderre.
Les changements dans la vie du Québécois ne passent pas inaperçus.  Ses amis remarquent qu'il ne fait plus que publier des photos et des vidéos sur le djihad. Des voisins remarquent que Couture-Rouleau porte maintenant une longue barbe et des tuniques. Au printemps 2014, son ex-conjointe s'inquiète « de son comportement de plus en plus radical » et lui refuse le droit de visiter son fils. À la même période, la police municipale de Saint-Jean-sur-Richelieu signale ce cas de potentielle radicalisation aux enquêteurs spécialisés de la Sûreté du Québec et de la Gendarmerie royale du Canada, qui déploient des mesures de surveillance, font retarder le remboursement du billet d'avion que Couture-Rouleau n'a pu utiliser et rencontrent le jeune homme à plusieurs reprises « pour essayer de le déradicaliser ». Désemparé, son père tente d'obtenir de l'aide pour son fils et sollicite de l'aide d'une psychologue. Les spécialistes considèrent toutefois que son cas ne relevait « pas vraiment » de la santé mentale.
Couture-Rouleau tente une nouvelle fois de rallier le Moyen-Orient en juillet et achète un billet pour la Turquie, d'où il compte entrer dans le territoire du «califat» autoproclamé par l'État islamique. Mis au courant, les policiers interviennent pour confisquer son passeport, sans toutefois qu'aucune accusation ne soit portée contre lui par le Service des poursuites pénales du Canada, qui n'a jamais été sollicité par la GRC. La police fédérale continue toutefois de suivre de près le jeune homme, qui est rencontré le 9 octobre. Après une longue discussion, les policiers laissent Couture-Rouleau avec « l'impression que leur cible s'était assagie et qu'elle souhaitait sincèrement s'amender »,.

## Répercussions
La sécurité des bases militaires a été renforcée avec l'imposition de contrôles d'identité systématiques. Les Forces canadiennes ont aussi donné instruction à tous les militaires de ne plus porter leur uniforme à l'extérieur des garnisons, à moins d'être en opération officielle. À la base de Valcartier, près de Québec, le Réseau de transport de la Capitale a modifié son parcours 77 pour qu'il n'entre plus sur le territoire de la base, en raison des contrôles d'identité systématiques maintenant requis. Quelques semaines plus tard, le RTC annonce qu'il met fin à la desserte de la base et de la municipalité de Shannon par le parcours 77, en raison de l'abandon du financement du transport en commun par l'armée.
Quelques semaines après l'attaque, la mosquée que fréquentait Martin Couture-Rouleau sur le boulevard du Séminaire à Saint-Jean a été vandalisée. Une vitre a été fracassée par un bloc de béton. Ce vandalisme est le quatrième à survenir au Québec en quelques heures.
Dans les mois qui suivent les attaques de Saint-Jean-sur-Richelieu et d'Ottawa, la Sûreté du Québec dit avoir reçu 200 signalements au sujet d'individus ayant des comportements menaçants, comportements qui n'auraient pas été « rapportés normalement », souligne la police. Au Québec, des signalements sont rapportés partout sur le territoire, mais particulièrement dans la grande région de Montréal. Une Structure de gestion policière contre le terrorisme (SGPCT) a été formée en 2003 pour lutter contre l'extrémisme violent et regroupe des policiers du service de police de la Ville de Montréal, de la Sûreté du Québec et de la Gendarmerie royale du Canada. En 2015, une centaine d'agents travaillent à temps plein sur ce type de dossiers.
La sœur de l'adjudant Vincent s'est prononcée en faveur d'un controversé projet de loi C-51 présenté dans la foulée des attentats terroristes d'octobre 2014. Lors de sa comparution devant le Comité de la sécurité publique et de la sécurité nationale, Louise Vincent a déclaré que le meurtre de son frère a une portée dépassant largement sa famille ou le Québec. Elle a déploré notamment le fait que, malgré le fait qu'il ait été identifié par la police comme une menace potentielle, l'auteur de l'attaque de Saint-Jean-sur-Richelieu n'ait pu être appréhendé en vertu des dispositions pénales en vigueur. La prise de position de Mme Vincent a été réitérée dans le cadre de la campagne électorale fédérale de 2015 au Canada, où elle a accordé son appui au ministre conservateur sortant de la Sécurité publique, Steven Blaney.